# Gradient (album)
Gradient – trzeci album muzyki elektronicznej polskiego zespołu Xxanaxx, wydany 26 października 2018 przez Warner Music Poland. Zdobywca Fryderyka 2019 w kategorii «Album Roku Elektronika».

## Lista utworów

### Gradient I
1. Styropian
2. Bliżej
3. Nie wrócisz
4. Na chwilę
5. Pył
6. Surferzy

### Gradient II
1. Mniej (feat. Ras)
2. Bardzo bardzo
3. Leftover
4. Ciepło
5. Miliony planet
6. Kły (feat. Quebonafide)
7. Gradient